# Defelê FC
Defelê FC was een Braziliaanse voetbalclub uit de hoofdstad Brasilia. 

## Geschiedenis
De club werd opgericht in 1959 en werd een jaar later reeds kampioen van de nog prille competitie in de nieuwe Braziliaanse hoofdstad. Na de derde opeenvolgende titel in 1962 mocht de club in 1963 deelnemen aan de Taça Brasil, de competitie waar de landskampioen bepaald werd. De club werd hier uitgeschakeld door Villa Nova. Nadat de club in 1970 laatste werd met nul punten trok ze zich terug uit de competitie en werd ontbonden. 

## Erelijst
Campeonato Brasiliense
1960, 1961, 1962, 1968